# 軽井沢殺人事件
『軽井沢殺人事件』（かるいざわさつじんじけん）は内田康夫の推理小説。

## 概要
1987年11月にカドカワノベルズより初版、その後角川文庫、光文社文庫、集英社文庫より刊行されている。
「信濃のコロンボシリーズ」に登場する竹村岩男警部と「浅見光彦シリーズ」の浅見光彦が初めて競演した作品。
本作以降、竹村警部と浅見光彦は『沃野の伝説』『長野殺人事件』『ぼくが探偵だった夏』でも共演。『沃野の伝説』『長野殺人事件』は本作よりも時系列が後になる作品であるが、『ぼくが探偵だった夏』は浅見の幼少期を描いた作品となっている。

## テレビドラマ化
- 信濃のコロンボ事件ファイル 第6作「軽井沢殺人事件」（2004年9月8日、テレビ東京）
  - 原作とは異なり、浅見光彦は登場しない。
- 内田康夫サスペンス 浅見光彦 軽井沢殺人事件（2022年2月28日、テレビ東京）[1]
  - 主演・岩田剛典。実写版では初となる浅見と竹村の共演が描かれる。竹村役は新・信濃のコロンボの主演である伊藤淳史が務めている。また軽井沢のセンセ役をフジテレビ版で浅見光彦と兄・陽一郎役を歴任した榎木孝明が務めている。